# Воскресенские ворота
Воскресе́нские воро́та (И́верские ворота, до 1680 года — Неглиненские, также Львиные, Курятные) — двойные проездные ворота Китайгородской стены, расположенные в одноимённом проезде между зданием Городской думы и Государственным историческим музеем (ГИМ). Впервые были построены в 1538 году по проекту архитектора Петрока Малого. Выстроены заново в 1680 году. В 1931-м снесены, восстановлены в 1995 году под руководством О. И. Журина. У Воскресенских ворот находилась долговая тюрьма именовавшаяся «Ямой». Благодаря этой тюрьме в русский язык вошло образное выражение «долговая яма».

## История

### Первоначальные ворота
Воскресенские ворота первоначально назывались Неглиненскими. Они были построены в 1535—1538 годах на берегу реки Неглинной. Руководил постройкой архитектор Петрок Малый. Как и вся Китайгородская крепость, ворота были предназначены для обороны в условиях огневого боя. Первоначальный объём ворот в нижней части имел две проездные арки, выше которых находилась боевая площадка с широкими полузубцами. Через ворота въезжали на Красную площадь со стороны главной московской улицы — Тверской. На ночь их запирали, а утром открывали для прохода к торговым рядам. В 1556 году король Англии Филипп подарил Ивану Грозному двух львов, клетку с которыми поставили для всеобщего обозрения возле ворот, после чего их какое-то время называли Львиными. Также ворота именовали Курятными, по мнению В. Муравьёва, из-за расположения на курье — местности у русла реки[значимость факта?]. По другой версии название Курятные ворота получили от Курятного (Охотного) ряда который, до постройки в 1708 году Петром I бастионов, располагался на левом берегу Неглинной на месте Исторического Музея. 
От ворот через Неглинную был переброшен сначала деревянный, а с 1603 года каменный Воскресенский мост длиной 44 и шириной 10,5 м. В 1612 году через ворота прошли, направляясь в Кремль, ополченцы во главе с Кузьмой Мининым и Дмитрием Пожарским.
В 1632—1635 годах над воротами были устроены светлицы, соединённые переходом с кремлёвским дворцом. Галерея использовалась царями для наблюдения за въездом иностранных послов. Чешский путешественник Бернгард Таннер, побывавший в Москве вместе с польским посольством в 1678 году, рассказывал, что процессии приказали остановиться перед въездом, чтобы царь мог получше их рассмотреть. В 1648 году у ворот царь Алексей Михайлович встретил прибывшую с Афона Иверскую икону Божией Матери. В 1669-м на месте встречи для неё построили деревянную часовню, после чего ворота стали называть Иверскими.

### Ворота 1680 года
Ворота снесли и построили заново в 1680 году по указу царя Фёдора Алексеевича, расширив светлицы и надстроив двумя шатровыми башнями, увенчанными двуглавыми орлами. В нижней части были сохранены крепостные машикули, а верхнюю украсили наличниками, балюстрадами, пинаклями, врезными полуколонками. В надвратных киотах поместили написанные на досках иконы (над воротами, ближайшими к Земскому приказу: с загородной стороны — Воскресения Христова, изнутри города — Сергия Радонежского; над другими воротами: с загородной стороны — Георгия Победоносца, изнутри города — Петра Митрополита). В стене ворот было устроено углубление для часовни, которую приписали к Николо-Перервинскому монастырю.
В конце XVII века Китайгородская стена была частично разобрана, а на её месте вплотную к аркам пристроили административные здания.
В XVIII веке, при Петре Великом, Воскресенские ворота стали использоваться как триумфальные. В 1721 году через них проследовала торжественная процессия в честь подписания Ништадтского мира, сопровождавшаяся звоном колоколов, громом пушек и музыкой. Царя встречали представители духовенства, сенаторы и генералитет.
Ворота пострадали от Троицкого пожара в 1737 году, после чего были восстановлены под руководством архитектора И. Ф. Мичурина. В 1742-м по случаю коронации императрицы Елизаветы Петровны их украсили 32 знамёнами, 40 коврами, 500 плошками с горящими фитилями и 38 картинами Ивана Васильева. В 1746 году была перестроена часовня. В 1753-м вышел указ Сената украсить башни декором, сходным с убранством Триумфальных ворот 1740-х годов. Архитектор Д. В. Ухтомский предлагал перестроить Воскресенские ворота в 85-метровую арку с 28 статуями, но проект не реализовали. Вместо этого их украсили лепниной, приставными колоннами, вазами и скульптурными бюстами.
В первой половине XVIII века в надвратных палатах находилась пробирная лаборатория Монетного двора. В 1775 году помещение заняла университетская типография, арендованная в 1779-м журналистом Николаем Новиковым.
В честь празднования мира с Османской империей и заключения Кучук-Кайнарджийского соглашения в 1775 году ворота украсили символическими картинами, среди которых были изображения Сатурна с песочными часами и косой, Меркурия, Минервы и других. В 1782 году Иверская часовня была выстроена в камне по проекту М. Ф. Казакова. В 1801 году она была украшена медными вызолоченными пилястрами и гирляндами, на крыше был установлен ангел с крестом.
В XIX веке в помещениях Воскресенских ворот хранился архив Губернского правления. В начале XX столетия император Николай II подписал указ о передаче строения в ведение Исторического музея им. Александра III, но из-за революционных событий он не был осуществлён.
В 1917 году Иверская часовня и ворота в Воскресенском проезде использовались как оборонительный рубеж от большевиков. Через год был издан декрет Совета народных комиссаров «О снятии памятников, воздвигнутых в честь царей и их слуг, и выработке проектов памятников Российской социалистической республики», подписанный Владимиром Лениным, Иосифом Сталиным и Анатолием Луначарским. Следуя указу, 1 мая того же года Воскресенскую площадь переименовали в площадь Революции. В начале 1920-х годов ворота отреставрировали и передали в ведение ГИМ.

### Снос
В ночь с 28 на 29 июля 1929 года снесли Иверскую часовню в связи с переустройством Красной площади, а на её месте установили скульптуру рабочего. Иверскую икону перенесли в храм Воскресения Христова в Сокольниках. Через два года по приказу Иосифа Сталина демонтировали и Воскресенские ворота, так как они мешали проведению демонстраций в дни революционных праздников. На протесты архитекторов и деятелей культуры Лазарь Каганович, первый секретарь Московского городского комитета Коммунистической партии, ответил: «А моя эстетика требует, чтобы колонны демонстрантов шести районов Москвы одновременно вливались на Красную площадь». Памятник снесли без архитектурного надзора, специалистам удалось сделать только «слепой» обмер без раскрытия и фотофиксации. В 1936 году проезд через территорию разрушенных ворот переименовали в Исторический.

### Восстановление
В июле 1988 года «Мосинжстрой» и «Мосводоканалстрой» ремонтировали подземные коммуникации и дорожное покрытие в Историческом проезде. Восстановительные работы были связаны с приближавшейся 71-й годовщиной Октябрьской революции. После того как рабочие сняли поверхностный слой, сотрудники Московской археологической экспедиции Института археологии АН СССР, проводившие исследования на территории Монетного двора, остановили ремонтные работы, наткнувшись на кладку фундамента Воскресенских ворот. Остатки строения представляли собой три заложенных в одну линию с Китайгородской стеной продолговатых пилона с четвертями и проездами между ними, облицованные в цокольной части белокаменными блоками. Археологам и волонтёрам удалось обнаружить срубы XIII века, керамику, украшения, строительные материалы XIV—XVII веков. По окончании реконструкции котлован засыпали, фундамент законсервировали, не дав специалистам закончить исследования.
В 1993 году проезд был переименован в проезд Воскресенские Ворота. Правительство Москвы в 1994-м решило восстановить исторический облик этой территории. Для этого институт «Спецпроектреставрация» во главе с архитектором-реставратором Олегом Журиным провели повторное изучение фундаментов. Воскресенские ворота реконструировали в том виде, какой они приобрели в конце XVII века, а Иверскую часовню — в облике конца XVIII столетия. Через год состоялось торжественное открытие Воскресенских ворот и освящение часовни Патриархом Всея Руси Алексием. Для неё был сделан новый образ Иверской иконы, скопированный иеромонахом Ксенофонтова монастыря иконописцем Лукой с подлинника. Ворота передали в ведомство ГИМ.
После восстановления проезд Воскресенских ворот снова стал пешеходным. По этой причине тяжёлая военная техника во время парадов перестала въезжать на Красную площадь с двух сторон Государственного исторического музея.
- Воскресенские ворота и мост через Неглинку, картина 1800-х годов
- Воскресенские (Иверские) ворота, 1884 год
- Иверские ворота в 1896 году. Фотохром Петра Павлова
- Иверские ворота, начало XX века
- Воскресенские ворота после разрушения Иверской часовни, 1929 год
- Воскресенские ворота без Иверской часовни, 1930 год
- Восстановленные Воскресенские (Иверские) ворота, 2017 год